# Imperial War Museum North
Das Imperial War Museum North ist ein Militärmuseum in Trafford, Greater Manchester, England. Es wurde am 5. Juli 2002 eröffnet und bildet eine von fünf Zweigstellen des Imperial War Museum, und ist die erste außerhalb des Südostens von England. Das Gebäude ist von dem international renommierten Architekten Daniel Libeskind entworfen. 2019 wurde das Imperial War Museum North von rund 245.000 Personen besucht. 2024 betrug die Besucherzahl etwa 272.000 Personen.

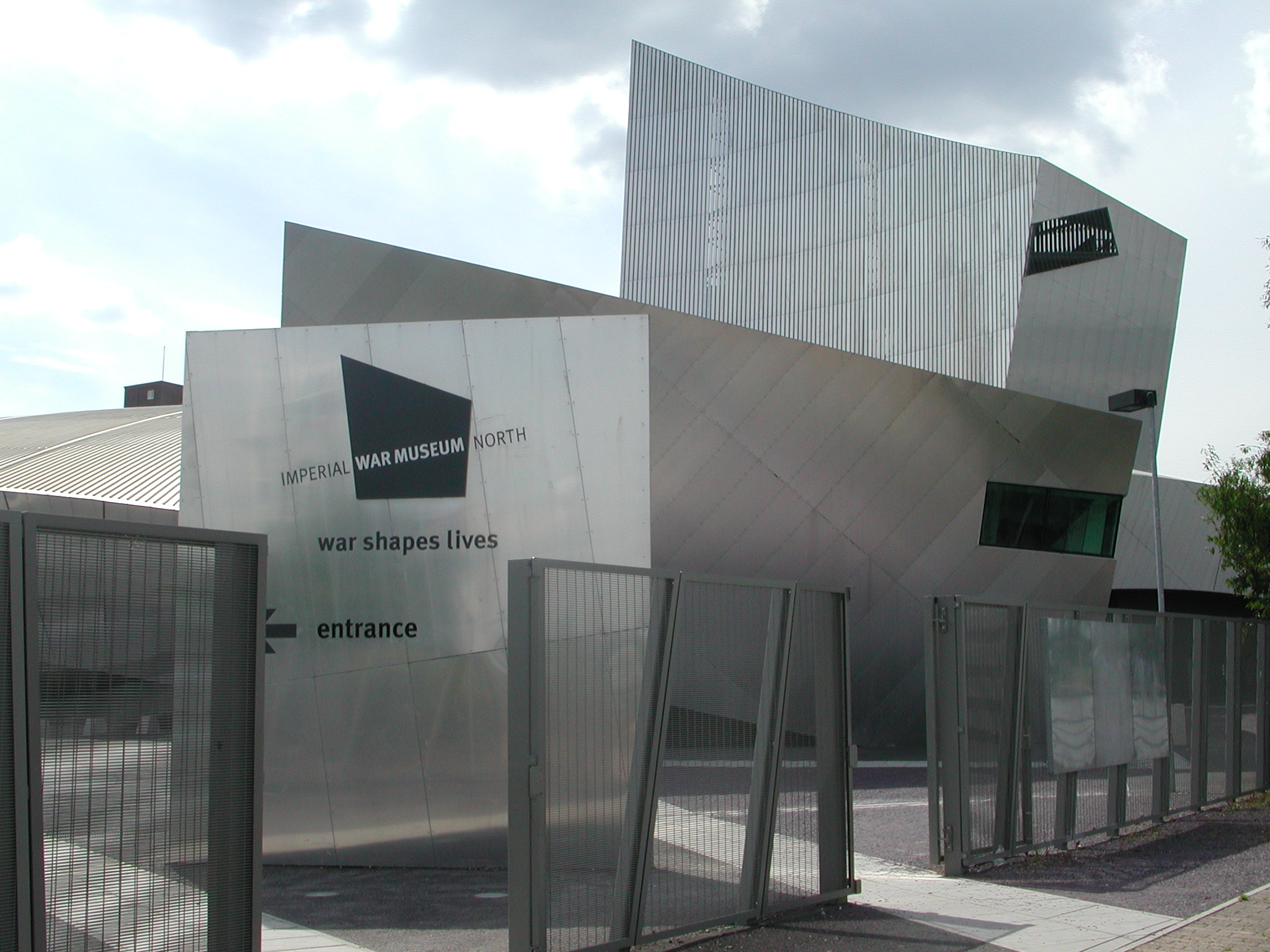
Eingang zum Kanal
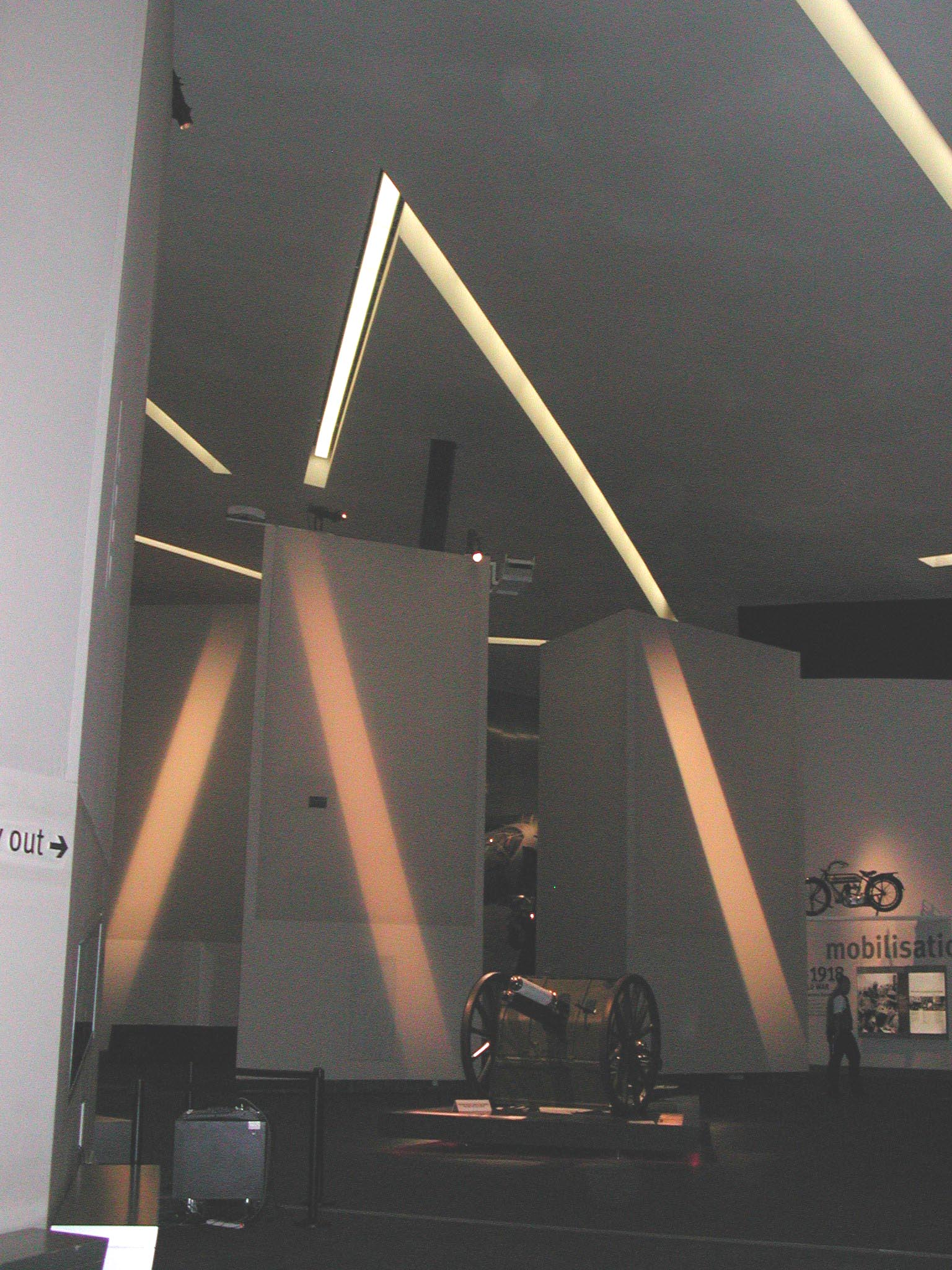
Die „Big Picture“-Schau